# ميدان غفارديسكايا (روستوف-نا-دونو)
ميدان غفارديسكايا (بالروسية: Гвардейская площадь) هو أحد ميادين مدينة روستوف-نا-دونو، يقع بمنطقة لينينسكي وسط شارع كراسنوارميسكايا.

## تاريخ
سميت الساحة تكريما لحرس الجيش الأحمر الذي حرر روستوف-نا-دونو من الاحتلال النازي في عام 1943.
في وسط الساحة هناك نصب دبابة تي-34 تكريما لجنود الحرس الذين حرّروا المدينة من النازيين في 14 فبراير 1943. تم افتتاح النصب التذكاري في نوفمبر 1967، وقد تم بناؤه وفق مشروع المهندسين المعماريين ج.أ.غريغوريف ون.ن. نيرسيزيانتس.
على قاعدة التمثال تم تركيب مركبة قتالية حقيقية شاركت في القتال كجزء من المجموعة الشمالية للقوات المنتشرة في بولندا (لواء دبابات 6 السابق). تم إصلاح الخزان في ميليروفو في مصنع إصلاح. في أواخر الثمانينات، تم إصلاح النصب التذكاري.
حول النصب هناك منطقة كبيرة عشبية مع الأشجار ومشتل أزهار. وفي 9 مايو من كل عام، يعقد اجتماع رسمي ويقوم الناس بوضع الزهور على النصب التذكاري.

## روابط خارجية
- Rostov-on-Don, Gvardeyskaya Square
- Rostov-on-Don, Gvardeyskaya Square
- Gvardeyskaya Square as reflection of war thematics in cultural and historical heritage of Rostov-on-Don